# Stefan Tewes
Stefan Tewes (Mülheim an der Ruhr, 24 november 1967) is een voormalig hockeyer uit Duitsland, die speelde als verdediger. Met de Duitse nationale hockeyploeg nam hij deel aan de Olympische Spelen 1992.
Bij zijn eerste en enige olympische optreden, in 1992 in Barcelona, won Tewes de gouden medaille met de Duitse ploeg, die destijds onder leiding stond van bondscoach Paul Lissek. Tewes speelde in totaal 37 interlands voor zijn vaderland in de periode 1989-1993.
In clubverband kwam hij uit voor Uhlenhorst Mülheim. Met deze club won hij de Duitse landstitel in 1985, 1986, 1987, 1988 en 1990. Van 1988 tot 1990 sleepte deze club drie keer de Europacup I in de wacht. Zijn één jaar jongere broer Jan-Peter was eveneens hockeyinternational. Tewes vertrok in 1990 naar Rot-Weiß München.

## Erelijst
- 1991 –  Champions Trophy in Berlijn
- 1992 –  Olympische Spelen in Barcelona

Andreas Becker · 
Christian Blunck · 
Carsten Fischer · 
Volker Fried  · 
Michael Hilgers · 
Andreas Keller · 
Michael Knauth · 
Oliver Kurtz · 
Christian Mayerhöfer · 
Sven Meinhardt · 
Michael Metz · 
Klaus Michler · 
Christopher Reitz · 
Stefan Saliger · 
Jan-Peter Tewes · 
Stefan Tewes · 
Coach: Paul Lissek
- Gemeinsame Normdatei: 173189539
- International Standard Name Identifier: 0000 0003 5686 5006
- Library of Congress Control Number: n98022226
- Virtual International Authority File: 190954119
- WorldCat: E39PBJbWrQtdMC6b8c8kWpCRKd